# Транквилити (модул)
Транквилити (на английски: Tranquility), известен още като Възел 3 (на английски: Node 3), е компонент на Международната космическа станция (МКС). Построен е от Талес Аления Спейс по поръчка на ЕКА за НАСА. Изстрелян е в космоса на 8 февруари 2010 г. с Полет 130 на космическата совалка.

## Създаване
Модулът е построен по поръчка на ЕКА като част от бартерна сделка с НАСА. Според условията на сделката, ЕКА ще построи за МКС и предаде в собственост на НАСА Възел 2 и Възел 3, и ще извършва част от снабдяването на станцията чрез АТК, срещу това НАСА да изведе в орбита и свърже към МКС европейската лаборатория Кълъмбъс и да превозва до МКС европейски астронавти, които да могат да работят на станцията.
През 2001 г. НАСА обсъжда идеята за промяна в дизайна на модула. С отпадането на проекта за жилищен модул е предложено Възел 3 да бъде удължен, и да има 16 стандартни стандартни стелажа вместо 8. Планът обаче е изоставен поради липса на средства.
До 2009 г. модулът е съхраняван в завода на Талес Аления Спейс в Торино. На 17 май е изпратен към космическия център „Кенеди“, където пристига на 20 май, и е официално приет на 8 юни.
На 8 февруари 2010 г. модулът е изведен в космоса чрез Полет 130 на совалката „Индевър“, заедно с италианския модул Купола.

### Конкурсът за име на модула
НАСА провежда конкурс за име на модула. Предложени са няколко имена, като участниците могат да дават и свои предложения. След шеговито обръщение на американския комик Стивън Колбърт, в което той приканва зрителите на неговото шоу да гласуват за кръщаване на модула на негово име, на 23 март 2009 г. е обявено, че името „Колбърт“ печели конкурса.
Съгласно правилата на конкурса, резултатите не са задължаващи за НАСА. На 14 април 2009 г. астронавтката Сунита Уилямс съобщава (в предаването на Колбърт), че модулът ще бъде наречен Транквилити, в чест на 40-годишнината от кацането на Аполо 11 на Луната, сред Морето на спокойствието (на английски: Mare Tranquility). Като жест към комика е предложено бягащата пътечка за упражнения на астронавтите, която ще бъде инсталирана в модула, да бъде наречена К.О.Л.Б.Ъ.Р.Т (на английски: Combined Operational Load Bearing External Resistance Treadmill, C.O.L.B.E.R.T). Колбърт с удоволствие приема предложението.

## Конструкция и функция
Модулът има цилиндрична форма. Дълъг е 6706 мм., диаметърът му е 4480 мм. Теглото му при изстрелване е 15 500 кг. След скачването му с МКС в него е монтирана още техника, с която теглото му достига около 19 000 кг.
Разполага с шест скачващи възела, един пасивен и пет активни. Пасивният му възел е скачен към десния активен скачващ възел на модула Юнити. Към обърнатия към земята активен възел е скачен модулът Купола. Към десния активен възел е скачен херметичният скачващ адаптер, който до изстрелването на Транквилити е на обърнатия към земята скачващ възел на Юнити. (Това позволява обърнатия към земята възел на Юнити да бъде освободен за Постоянния логистичен модул.) Останалите три скачващи възела на Транквилити ще бъдат реално неизползваеми, тъй като ще бъдат блокирани от близостта на други елементи на МКС.
При изстрелването в космоса модулът Купола е свързан с десния скачващ възел на модул Транквилити, за да могат да се поберат в товарния отсек на совалката. Преместването на Купола на обърнатия към земята възел на Транквилити се извършва след скачването на Транквилити към Юнити.
Модулът подслонява основно системи за поддържане на живота на станцията. Към тях спадат:
- Система за рециклиране на отпадните води и генериране на чиста питейна вода
- Система за генериране на кислород за дишане
- Система за пречистване на въздуха от отпадните елементи във въздуха и мониторирането му
- Отделение за тоалетни и хигиенни нужди (т.нар. космическа тоалетна)

Освен това, в модула ще бъде монтирана и техника за физически упражнения – бягаща пътечка. Най-сетне, той ще се използва и за почивка на астронавтите.
Допреди скачването на Транквилити към МКС системите за поддържане на живота и за физически упражнения се намират на различни места из другите модули на станцията. Изнасянето им в отделен модул ще подобри координацията им и ще освободи място за работа в другите модули.